# Sonate K. 230
La sonate K. 230 (F.178/L.354) en ut mineur est une œuvre pour clavier du compositeur italien Domenico Scarlatti.

## Présentation
La sonate K. 230, en ut mineur, notée Allegro, forme une paire avec la sonate suivante, une pastorale en majeur. La figure de notes alternées (aux deux mains) à partir de la mesure 33 reprend l'idée de la sonate K. 29, ce qui crée une articulation claire en deux épisodes ou deux parties contrastées dans la sonate. L'ouverture en revanche évoque un pas de danse massif.

## Manuscrits
Le manuscrit principal est le numéro 25 du volume III (Ms. 9774) de Venise (1753), copié pour Maria Barbara ; l'autre est Parme V 15 (Ms. A. G. 31410).

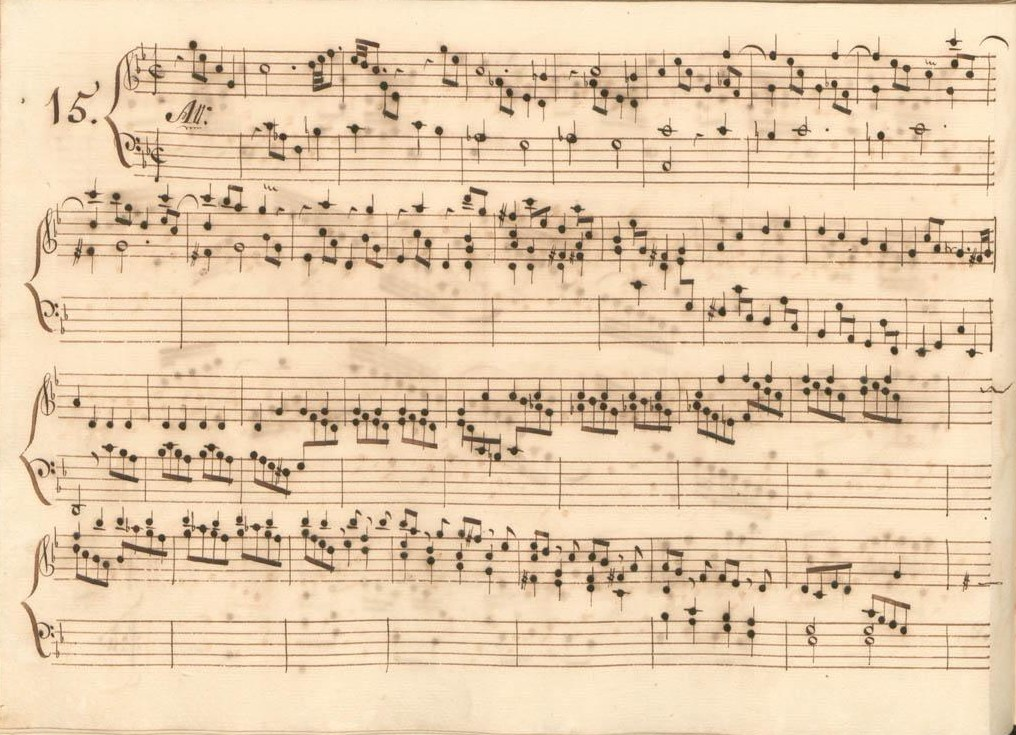
Parme V 15.
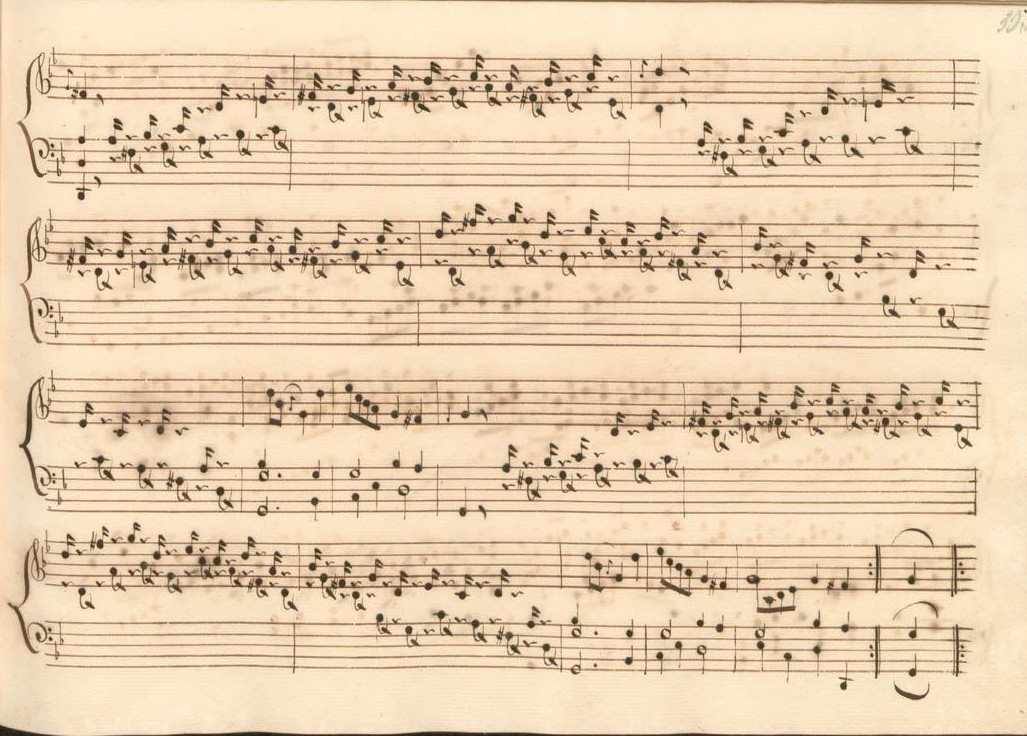
Parme V 15 (fin de la première section).
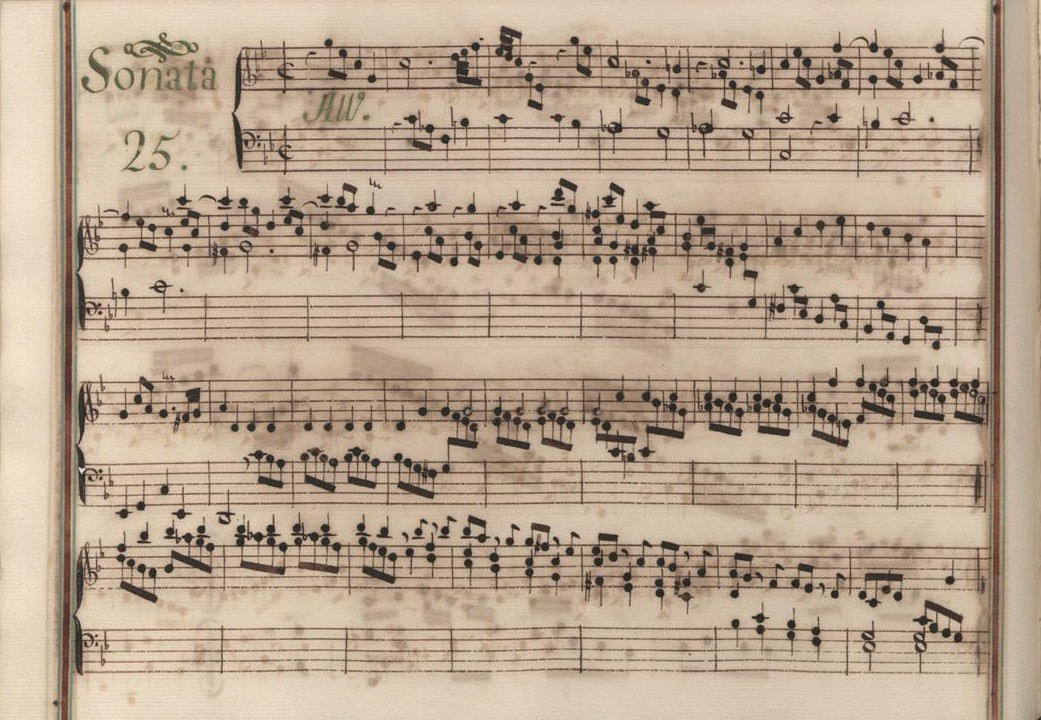
Venise III 25.
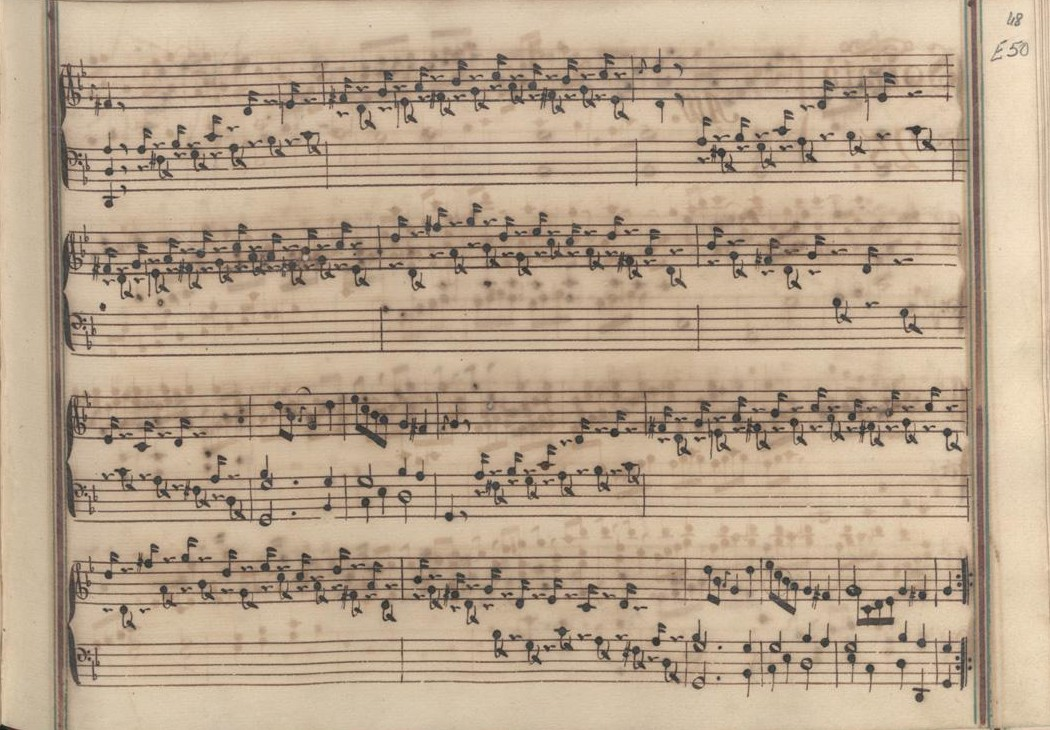
Venise III 25 (fin de la première section).
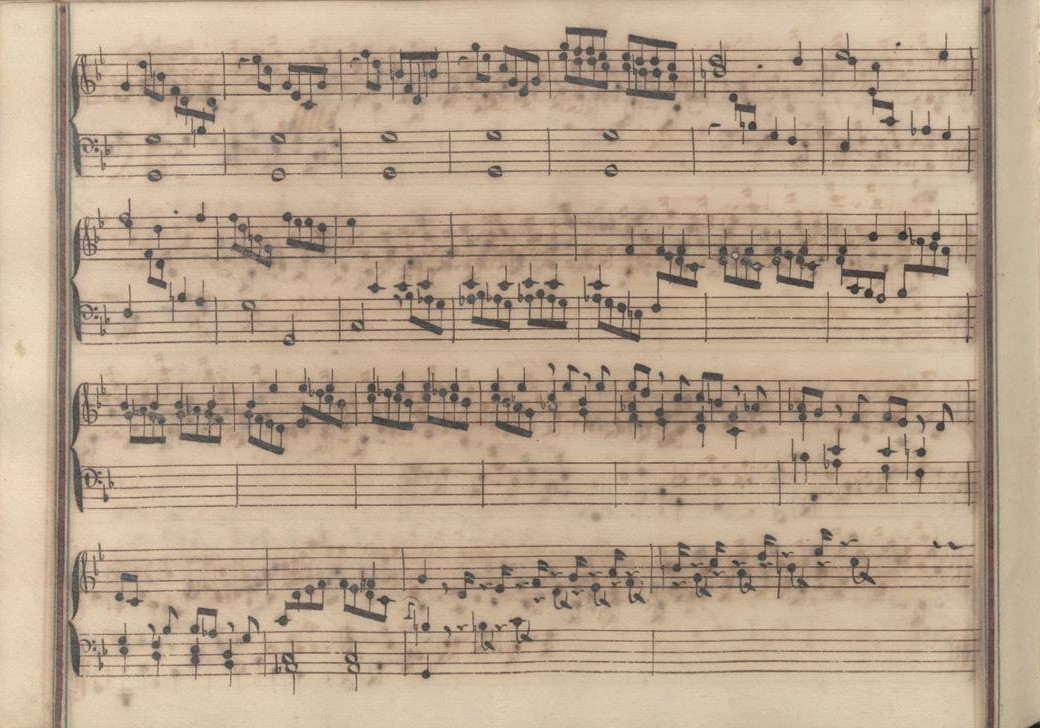
Venise III 25 (début de la seconde section).
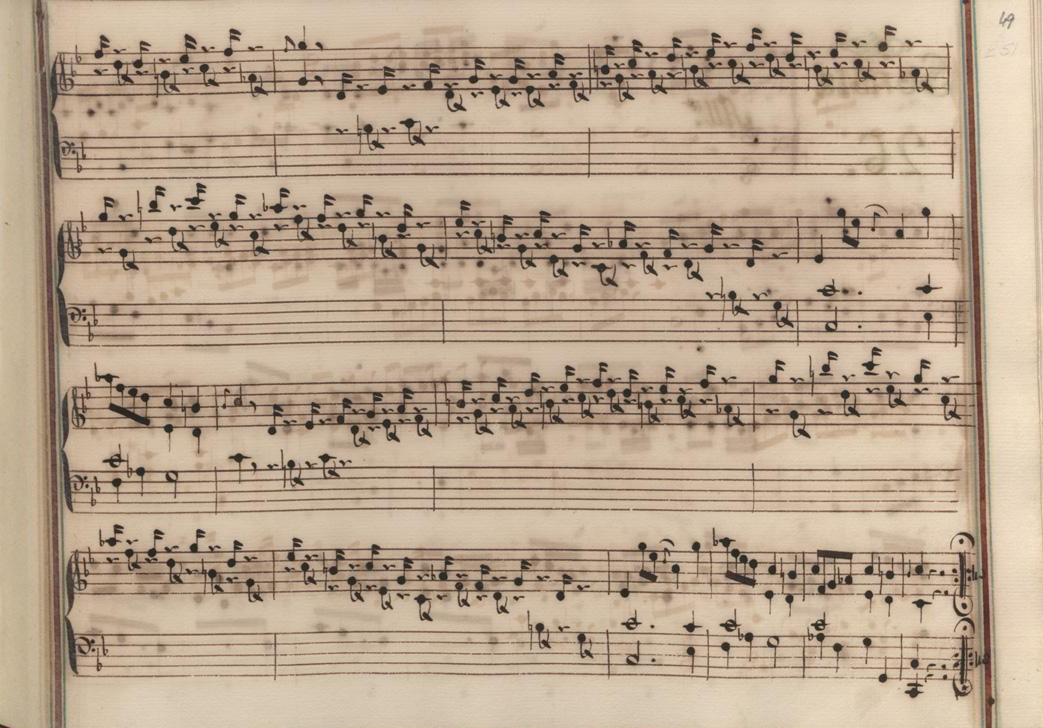
Venise III 25 (fin de la sonate).

## Interprètes
La sonate K. 230 est défendue au piano, notamment par Carlo Grante (2009, Music & Arts, vol. 2), Orion Weiss en 2013 (Naxos, vol. 15) et Daria van den Bercken (2017, Sony) ; au clavecin par Scott Ross (1985, Erato), Richard Lester (2001, Nimbus, vol. 2) et Pieter-Jan Belder (Brilliant Classics, vol. 6).
Andreas Nebl l'interprète à l'accordéon (2021, Castigo Classic Recordings).

## Sources
: document utilisé comme source pour la rédaction de cet article.
- Ralph Kirkpatrick (trad. de l'anglais par Dennis Collins), Domenico Scarlatti, Paris, Lattès, coll. « Musique et Musiciens », 1982 (1re éd. 1953 (en)), 493 p. (ISBN 978-2-7096-0118-4, OCLC 954954205, BNF 34689181).
- (it) Giorgio Pestelli, Le sonate di Domenico Scarlatti : proposta di un ordinamento chronologica, Turin, Giappichelli, coll. « Archeologia e storia dell'arte » (no 2), 1967, iv-294 (OCLC 313316263, BNF 43197837).
- Alain de Chambure, « Domenico Scarlatti, Intégrale des sonates — Scott Ross », Erato/Éditions Costallat (2564-62092-2 (livret : 2292-45309-2)), 1985 (OCLC 891183737) .